# Иаков (Димопуло)
Архимандри́т Иа́ков (греч. Αρχιμανδρίτης Ιάκωβος, в миру Иа́ковос Эфстати́у Димо́пулос, греч. Ιάκωβος Δημόπουλος, русифицированная форма Иа́ков Евста́фиевич Димо́пуло, также Иа́ков Ватопе́дский, греч. Ιάκωβος ο Βατοπεδινός; 1855, Локрида — 15 января 1924, Москва) — архимандрит Константинопольской православной церкви, настоятель подворья Константинопольского патриархата в Москве.

## Биография
Родился около 1855 года в Локриде, Греция.
Окончил Богословскую школу на острове Халки. С 1879 года служил секретарём монастыря Ватопед на горе Афон и главным секретарём Священного Кинота Святой Горы.
В 1894 году возведён в сан архимандрита и назначен настоятелем Константинопольского подворья в Москве с церковью преподобного Сергия игумена Радонежского в Крапивках. Прибыл в Москву 3 апреля 1894 года.
Написал ряд трудов, которые были опубликованы в Εκκλησιαστική αλήθεια, опубликовал труды «Βραχέα τινά περί θεολογίας ως επιστήμης» (1898), «Η ηθική ελευθερία του ανθρώπου εν τω Χριστιανισμώ θεωρούμενη», «Το συνοδικόν εν Μόσχα σκευοφυλάκιον», «Κατάλογος των εν τη συνοδική βιβλιοθήκη της Μόσχας ελληνικών χειρογράφων».
В январе 1912 года в Санкт-Петербурге как представитель Константинопольского патриарха посетил I Всероссийский единоверческий съезд, где он выступил с речью.
21 ноября на Троицком подворье в Москве в день интронизации Патриарха Тихона архимандрит Иаков произнёс приветственную речь:

Мы, скромные представители святейших Церквей Востока, с которого воссиял спасительный свет Христовой веры, преисполнены радости от того, что на нашу долю выпало редкое счастье лично присутствовать и быть, так сказать, свидетелями великого события: торжественного избрания, Божьим изволением, Вашего Святейшества на славный исторический Московский и Всероссийский Патриарший Престол, и что, таким образом, мы удостоены сегодня принести от имени Восточных Церквей наше скромное приветствие Вам по поводу сего избрания, которому предназначено вписать новую славную страницу в историю как Русской, так и вообще всей нашей Святой Православной Церкви. <…> Ты будешь иметь <…> братскую помощь и любовь маститых Святейших Патриархов Востока, пастырские связи с которыми отныне, милостью Божиею, возобновляются и устанавливаются на новых канонических основаниях во благо всего вообще Православия, приобретающего в новом Российском Первосвятителе свой новый краеугольный камень и нового своего защитника.
В начале 1919 года жилищно-земельный отдел Моссовета принял решение о муниципализации собственности Иерусалимского и Константинопольского патриархатов «на общих основаниях, как всех церковных владений».
Обещания архимандрита Иакова стоили недорого. Уже в мае 1922 года он признаёт законность новообразованного обновленческого ВЦУ. В августе 1922 года архимандрит Иаков присутствовал в качестве почётного члена президиума на съезде обновленческой «Живой Церкви» в Москве, на котором было выдвинуто требование «лишения священного сана Патриарха Тихона как главного виновника современной церковной разрухи». На съезде также присутствовал представитель Александрийского Патриарха архимандрит Павел (Катаподис).
В августе 1923 года российскими обновленцами был организован «Священный Синод» во главе с митрополитом Евдокимом (Мещерским). Тогда же высшим обновленческим органом было решено «восстановить связь с заграничными Восточными Православными Церквами». В обновленческом «Вестнике Священного Синода Российской Православной Церкви» сообщалось: «При этом Высокопреосвященным митрополитом Евдокимом было отмечено, что 7 августа к нему на Троицкое подворье являлись с официальным приветствием представители восточных патриархов: Константинопольского — архимандрит Иаков, и Александрийского — архимандрит Павел. Во время ответного визита архимандритом Иаковом было заявлено митрополиту Евдокиму, что о всех происшедших церковных переменах уже сообщено в благоприятном смысле Вселенскому Константинопольскому Патриарху». Константинопольскую кафедру на тот момент занимал Мелетий (Метаксакис).
Скончался 15 января 1924 года в Москве. Место настоятеля Константинопольского подворья в Москве занял его племянник Василий (Димопуло).